# Hailan Hu
Dans ce nom chinois, le nom de famille, Hu, précède le nom personnel Hailan.
Hailan Hu (chinois : 胡海岚 ; pinyin : Hú hǎilán), née en 1973 à Dongyang est une neuroscientifique chinoise spécialiste des neurosciences sociales . Elle mène ses recherches à l'Université du Zhejiang. En 2022, elle reçoit le prix L'Oréal-Unesco pour les femmes et la science. 

## Biographie
Hailan Hu suit des études scientifiques à l'Université de Pékin, elle y obtient son Bachelor of Science en biochimie et biologie moléclaire. Elle part ensuite aux États-Unis et entre à l'Université de Californie à San Francisco en tant que technicienne de recherche. Elle poursuit ses études à l'Université de Californie à Berkeley, où elle mène des travaux de recherche pour son doctorat auprès de Corey Goodman. Sa thèse porte sur le rôle de certains récepteurs de protéines dans le guidage axonal chez les mouches du vinaigre. De 2003 à 2004, elle effectue ses recherches postdoctorales à l'Université de Virginie auprès de Julius Zhu et Roberto Malinow (en). De 2004 à 2006, elle travaille au Cold Spring Harbor Laboratory puis de 2006 à 2008, elle intègre l'Université de Californie à San Diego pour continuer à travailler avec Roberto Malinow. Ses recherches postdoctorales portent sur le rôle des récepteurs AMPA dans la formation de la mémoire. Elle travaille également sur le rôle des protéines Ras dans le syndrome de l'X fragile. En 2008, Hailan Hu revient en Chine et rejoint de l'institut des neurosciences de l'académie chinoise des sciences à Shanghai où elle développe son groupe de recherche indépendant. En 2015, elle rejoint la faculté de médecine de l'Université du Zhejiang. En 2015, elle reçoit une bourse du programme national Jeunes Talents L’Oréal-UNESCO Pour les Femmes et la Science. Elle est membre du réseau ALBA (ALBA Network) qui promeut la diversité et l'égalité dans la recherche sur le cerveau à travers le monde.
Ses recherches portent sur les neurosciences sociales et visent à élucider les mécanismes neuronaux des comportements sociaux et émotionnels. Elle s'intéresse à la neurobiologie des maladies mentales dont notamment la dépression. Ses travaux ont prouvé l'impact antidépresseur de la kétamine sur une petite zone du cerveau appelée habenula, fortement activée pendant la dépression. Elle travaille également sur la neurobiologie du rang social chez les souris. En 2022, elle reçoit le prix L'Oréal-Unesco pour les femmes et la science.

## Distinctions et récompenses
- 2022 : Prix L'Oréal-Unesco pour les femmes et la science[5]
- 2019 : Prix Kemali de l'Organisation internationale de recherche sur le cerveau[6]

## Publications (sélection)
- Hu H, Cui Y, and. Yang Y. (2020) Circuits and functions of the lateral habenula in healthand disease.Nature Review Neuroscience, 21: 277–295.
- Cui Y, Yang Y, Dong Y and Hu H (2018) Decoding depression: Insights from glial and ketamine regulation of neuronal burst firing in lateral habenula.Cold Spring Harbor Symp Quant BiolVolume 83, Brain and Behavior: Order and Disorder in the Nervous System
- Cui Y, Hu S and Hu H. (2019) Lateral Habenular Burst Firing as a Target of the Rapid Antidepressant Effectsof Ketamine. Trends in Neurosciences,42(3), 179-191.
- Yang Y, Cui Y, Sang K, Dong Y, Ni Z, Ma S, Hu H. (2018) Ketamine blocks bursting in the lateral habenula to rapidly relieve depression.Nature,554: 317-22
- Cui Y, Yang Y, Ni Z, Dong Y, Sang K, Cai G, Foncelle A, Ma S, Sang K, Tang S, Li Y, Shen Y, Berry H, Wu S, Hu H. (2018)Astroglial Kir4.1 in the lateral habenula drives neuronal bursts in depression. Nature, 554: 323-27
- Zhou TT, Zhu H, Fan ZX, Wang F, Chen Y, Liang HX, Yang ZF, Zhang L, Lin LN, Zhan Y, Wang Z, Hu H. (2017) History of winning remodels thalamo-PFC circuit to reinforce social dominance. Science,357: 162-168
- Hu H. (2016) Reward and aversion.Annual Review in Neuroscience, 39: 297-324.
- LvQ, Yang L, LiG, Wang Z, ShenZ, Yu W, JiangQ, HouB, PuJ, HuH, Wang Z.(2015) Large-scale persistent network reconfiguration induced by ketamine in anesthetized monkeys: relevance to mood disorders. Biological Psychiatry, 79(9):765-75.
- Xiu JB, Zhang Q, Zhou T, Zhou TT, Hu H. (2014) Visualizing an emotional valence map in the limbic forebrain by TAI-FISH. Nature Neuroscience, 17:1552-1559
- Wang F, Kessels H*, Hu H (2014) The mouse that roared - neural mechanisms of social hierarchy. Trends in Neuroscience11:674-682
- Li K, Zhou T, Liao L, Yang Z, Wong C, Henn F, Malinow R, Yates J, Hu H. (2013) βCaMKII in lateral habenula mediates core symptoms of depression. Science, 341:1016-1020.
- Wang F, Zhu J, Zhu H, Zhang Q, Lin Z, Hu H (2011) Bidirectional control of social hierarchy by synaptic efficacy in medial prefrontal cortex. Science, 334: 693-697.
- Hu H, Real E, Takamiya K, Kang MG, Ledoux J, Huganir R, Malinow R. (2007) Emotion Enhances Learning via Norepinephrine Regulation of AMPA-Receptor Trafficking. Cell 131: 160-73.